# المرأة في التعليم الموسيقي

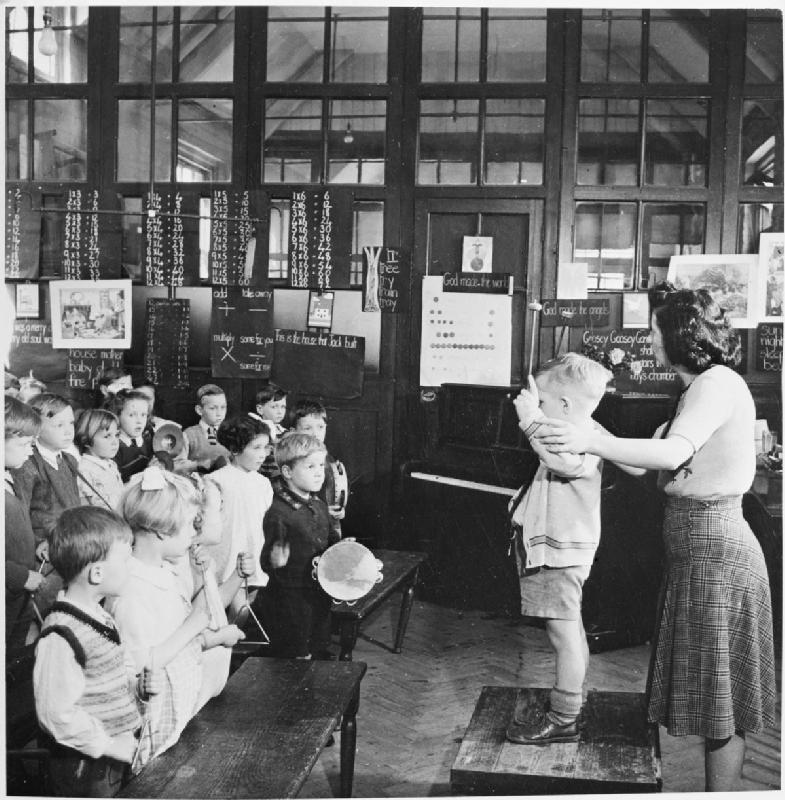
مدرسة موسيقي تقود فرقة موسيقية في مدرسة ابتدائية في عام 194

تصف (المرأة في التعليم الموسيقي) دور النساء الموسيقيات وقائدات الأوركسترا والمعلمات والمسئولين التربويين في تعليم الموسيقى في المدارس الإبتدائية ومستوى التعليم الثانوي.
في حين أن نقاد الموسيقى قد جادلوا في الثمانيات بأنه «تفتقر المرأة إلى الإبداع الفطري لتكوين موسيقى جيدة» بسبب «القابلية البيولوجية». ولكن مؤخرًا تم قبول أن يكون للمرأة دور في تعليم الموسيقى، وانخرطوا في هذا المجال لدرجة أن النساء قد سيطروا على التعليم الموسيقي في النصف الأخير من القرن التاسع عشر حتى القرن العشرون. «غالبًا ما اُهملت مساهمات المرأة من قِبل التقارير التقليدية لتاريخ التعليم الموسيقي في الولايات المتحدة، لأن هَذه النصوص قد بَلورت الفرق الموسيقية وأهم القادة في المنظمات الموسيقية الهرمية». عند النظر من جانب آخر دون قادة الفرق وأهم القادة، كان للمرأة دور كبير في التعليم الموسيقي،" في المنازل والمجتمع والكنائس والمدارس العامة والمؤسسات ومعاهد تدريب المعلمين ككاتبات، ورعاة، ومن خلال عملهم كمتطوعين في المنظمات".
"حتى مع استمرار تقييد أنشطة المرأة في القرن التاسع عشر على الأعمال والواجبات المنزلية، ظلت مساهمات المرأة في الموسيقى وتعليم الموسيقى تقتصر على المنزل وصغار السن والمنظمات والمؤسسات النسائية".
وعلى الرغم من القيود المفروضة على أدوار النساء في تعليم الموسيقى في القرن التاسع عشر، تم قبول النساء كمدرسات في رياض الأطفال، لأنه كان يعتبر «مجالًا خاصًا»، ودرّست المرأة أيضًا الموسيقى في مدارس الفتيات وفي مدارس يوم الأحد (هو اسم لأنواع مختلفة من التعليم الديني تتم أيام الآحاد بواسطة مؤسسات متعددة) ودربن الموسيقيين في برامج الموسيقى المدرسية. وبحلول نهاية القرن العشرين وظِفت النساء كمشرفات للموسيقى في المدارس الابتدائية، ومعلمات في المدارس العادية وأساتذة للموسيقى في الجامعات وأصبحت المرأة أكثر نشاطًا في المنظمات المهنية في تعليم الموسيقى، وتم تقديم الأوراق من قِبل المرأة في المؤتمرات.
أسست فرانسيس كلارك (1860-1958) المؤتمر الوطني لمشرفي الموسيقى في عام 1907، وفي حين أن عددًا صغيرًا من النساء قد شغلوا منصب رئيس المؤتمر الوطني لمشرفي الموسيقى (والإصدارات التالية التي أعيدت تسميتها على مدار القرن المقبل) في أوائل القرن العشرين، كان هناك رئيستان فقط بين عامي 1952 و 1992، اللذي«ربما يعكس التمييز». بعد عام 1990 قد فُتِحت الأدوار القيادية للمرأة في المنظمة. ومن عام 1990 حتى 2010 كان هناك خمس نساء رئيسات لهذه المنظمة. يفوق عدد الرجال معلمات الموسيقى كنسبة رجلين إلى امرأة في تدريس الموسيقى العامة والكورال والدروس الخصوصية وتعليم لوحة المفاتيح. يميل عدد أكبر من الرجال إلى التعيين مثل تعليم الفرقة الموسيقية، وإدارة وظائف الجاز، ويعمل أكثر الرجال في الكليات والجامعات.
وفقا للدكتورة ساندرا ويلاند لا يزال هناك "سقف زجاجي" للنساء في مهن التعليم الموسيقي، لأن هناك "وصمة عار" مرتبطة بالنساء في المناصب القيادية ويتركز عمل النساء كإداريات".